# Sulița (okręg Botoszany)
Sulița – wieś w Rumunii, w okręgu Botoszany, w gminie Sulița. W 2011 roku liczyła 1357 mieszkańców.